# Vojislav Kecmanović
Vojislav "Đedo" Kecmanović (Čitluk, 1881 – Sarajevo, 25 de marzo de 1961) fue un doctor serbio que participó en la Guerras de los Balcanes y en la Lucha de Liberación Nacional. Fue el primer presidente de la República Socialista de Bosnia y Herzegovina y fue presidente del Consejo Estatal Antifascista para la Liberación Nacional de Bosnia y Herzegovina.

## Biografía
Kecmanović fue al instituto en Sarajevo, Reljevo y Karlowitz. Estudió medicina de 1905 a 1911 en Praga donde se graduó. Mientras trabajaba como doctor en Tuzla durante la Guerras de los Balcanes, cruzó al Reino de Serbia y participó como voluntario. Después de la contienda, Kecmanović volvió a Tuzla y posteriormente vivió en Sarajevo. En Banja Luka, fue sentenciado a cinco años de prisión por alta traición, cumpliendo la sentencia en Banja Luka y Zenica. En 1918, fue doctor en Bijeljina. 
Kecmanović se convirtió en presidente de las sociedades culturales-educativas y salas de lectura "Filip Višnjić" y también fue un distinguido trabajador cultural. En 1943, fue miembro electo del Consejo Antifascista de Liberación Nacional de Yugoslavia y también en presidente del Consejo Estatal Antifascista para la Liberación Nacional de Bosnia y Herzegovina, el órgano supremo del movimiento antifascista de Bosnia-Herzegovina y durante la Segunda Guerra Mundial se convirtió en el portavoz de su condición de Estado bosnio.
Del 26 de abril de 1945 a noviembre de 1946, Kecmanović fue el primer presidente de la Asamblea de Bosnia and Herzegovina.